# Seccionalizador
Seccionalizador é um equipamento utilizado para proteção de sistemas elétricos de potência, associado a um religador.
Ao ser sensibilizado (normalmente por uma sobrecorrente) o seccionalizador prepara-se para contar a quantidade de desligamentos do circuito elétrico. Quando esta contagem atingir o valor pré-programado o equipamento abre, interrompendo o circuito.
A segunda função e não menos importante a mais quando ocorre um fio caido, curto circuito na rede ele faz a mesma função acima. começa a contar quantos desligamento o religador da subestação e isola/interrompe o trecho.